# Abus sexuels dans l'Église catholique en Italie
Pour un article plus général, voir Abus sexuels sur mineurs dans l'Église catholique.
Les abus sexuels dans l'Église catholique en Italie désignent des agressions sexuelles commises au sein de l'Église catholique en Italie par certains de ses clercs et agents pastoraux.
En novembre 2022, l'église italienne publie son premier rapport sur les violences sexuelles avec 89 cas recensés depuis 2019. En février 2023, des associations révèlent le nombre de 418 prêtres condamnés ou accusés d'abus sexuels, au cours des treize dernières années. Néanmoins, elles considèrent ce chiffre comme inférieur à la réalité et demandent la constitution d'une commission indépendante pour enquêter sur ces faits.

## Historique

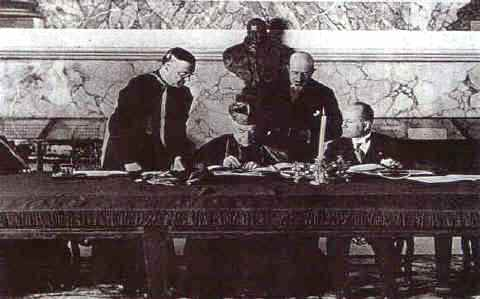
Signature des accords du Latran avec Benito Mussolini et Pietro Gasparri.

En 1929, le Saint Siège et le royaume d’Italie signent les accords du Latran. Cet accord contient le Concordat, qui organise les relations judiciaires entre l’Église et l’État italien. L’article 4 du Concordat indique : « les évêques qui sont au courant d’un cas de pédophilie d’un prêtre ne sont pas tenus d’informer la magistrature italienne ». Par ailleurs, c'est uniquement en 1996, que le viol est reconnu comme un crime par la législation italienne. Les anciens démocrates-chrétiens, soutenus par le Vatican, s'opposaient à un abaissement de l'âge où les mineurs peuvent avoir des relations sexuelles sans conséquences pénales.
En 2010, Charles Scicluna s'inquiète de la « culture du silence », mais considère que le « phénomène ne semblait pas atteindre des proportions dramatiques » en Italie. Toujours en 2010, l'association italienne des victimes de l'institut Antonio Provolo pour enfants sourds-muets organise, avec l'association Survivor's Voice, une manifestation à proximité du Vatican pour dénoncer les prêtres pédophiles. La Congrégation pour la doctrine de la foi intervient dans le diocèse de Vérone pour rouvrir une enquête sur plus de 60 cas d'abus sexuels au sein de la Compagnie de Marie pour l'éducation des sourds-muets,.

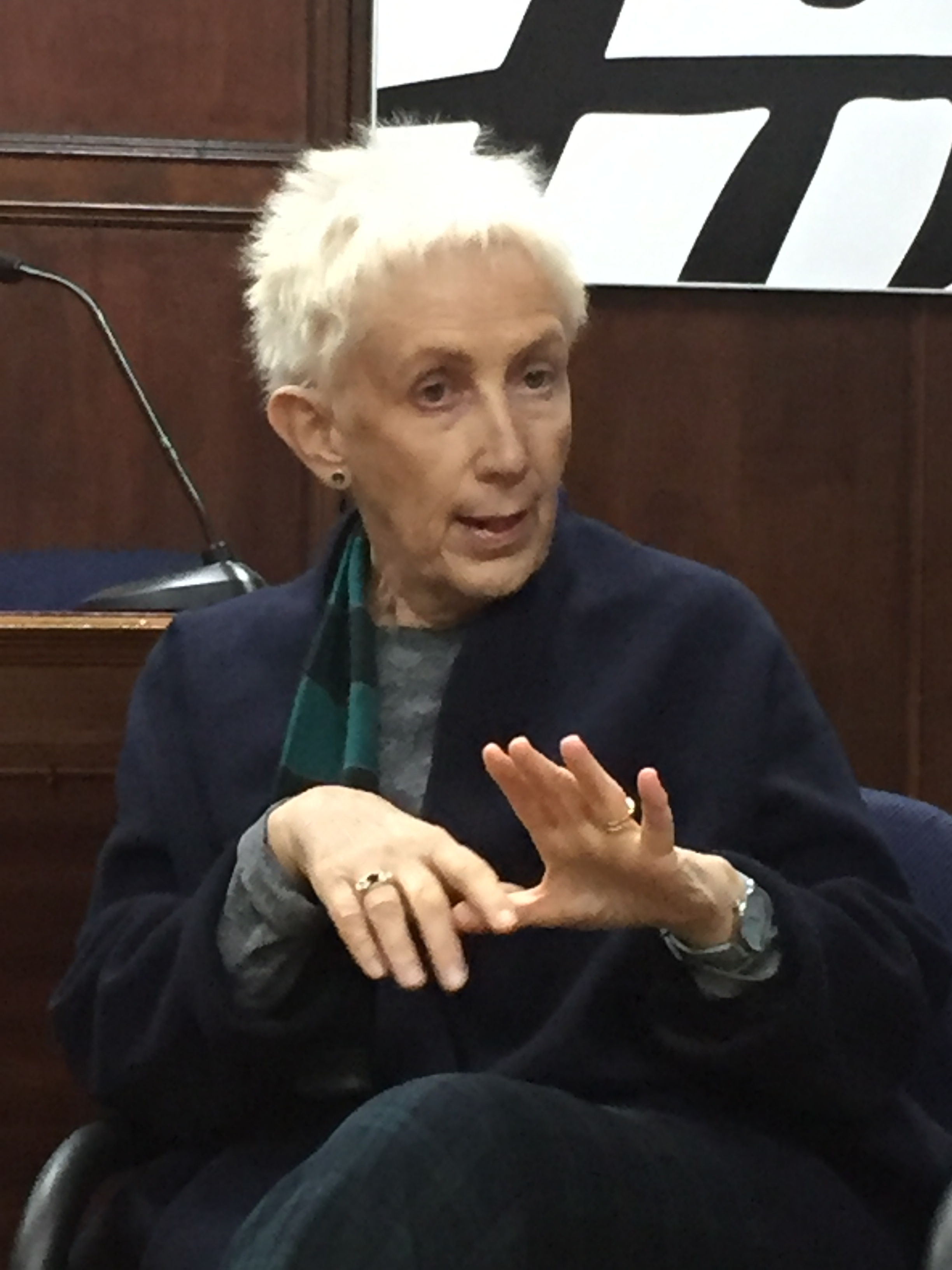
Lucetta Scaraffia.

En mai 2022, Lucetta Scaraffia, Anna Foa et Franca Giansoldati publient Agnus Dei. Gli abusi sessuali del clero in Italia (Agnus Dei. Les abus sexuels dans le clergé en Italie), en utilisant les données collectées par le responsable de l'association Rete l’Abuso Francesco Zanardi, lui-même victime d'un prêtre dans son enfance. Pour une des autrices « Ce livre a pour but de les obliger à faire cette enquête ». Sous la pression des associations, la conférence épiscopale italienne engage une étude sur les agressions sexuelles au sein de l’église italienne ces vingt dernières années. Pour Matteo Maria Zuppi : « C’est notre devoir face à tant de souffrance ». Néanmoins les associations continuent de demander une commission indépendante.
En novembre 2022, l'église italienne publie son premier rapport sur les violences sexuelles avec 89 cas recensés depuis 2019. Les associations de victimes considèrent cette étude comme insuffisante. Lucetta Scaraffia qualifie le rapport de « honteux » et mentionne un « jeu de rôle destiné à faire croire que l’Église mène l’enquête alors qu’elle veut à tout prix maintenir son grand silence terrifié sur la question »,.
En février 2023, les associations Rete l’Abuso et ECA Global (Ending Clergy Abuse), publient un rapport sur les agressions sexuelles au sein de l’Église italienne. Il est révélé le nombre de 418 prêtres condamnés ou accusés d'abus sexuels, au cours des treize dernières années. Le rapport évoque uniquement des mineurs et ne prend pas en compte les agressions des laïcs. Selon les associations ces données sont en dessous de la réalité.
La conférence épiscopale italienne désigne, en mai 2024, Chiara Griffini, en remplacement de Lorenzo Ghizzoni, à la présidence de son Service pour la protection des mineurs, chargé de la prévention et de la lutte contre les abus sexuels .
À la suite d'une enquête menée dans la région du Trentin-Haut-Adige demandée par le diocèse de Bolzano-Bressanone et présentée en janvier 2025 comme la première étude indépendante en Italie, 59 victimes sont dénombrées depuis 1964. Par ailleurs, 51 % des victimes sont de sexe féminin et 29 religieux sont concernés par 67 agressions sexuelles. Quelques jours après cette publication, l’évêque du diocèse, Ivo Muser, demande pardon et reconnait ses responsabilités dans la mauvaise gestion des prêtres concernés pendant son épiscopat,.

## Chronologie de cas particuliers
- Gianni Bekiaris est un prêtre italien accusé d'agressions sexuelles, dans les années 1990, à l'encontre d'un enfant de 8 ans jusqu'à la majorité de ce dernier[12],[13].
- Pierino Gelmini est traduit, en 2010, devant la justice pour 12 affaires différentes d'abus sexuels allégués sur mineurs. Il meurt avant la fin du procès[14].
- Le prêtre Michele Mottola, est arrêté en 2019 à Trentola Ducenta, près de Naples accusé d'agressions sexuelles sur une jeune fille de 12 ans dans le diocèse d'Aversa. Jugé coupable en 2020, il est condamné à 9 ans de prison[15],[16].
- L'ancien curé de Rozzano, Mauro Galli, accusé d'agressions sexuelles en décembre 2011, sur un garçon âgé de 15 ans à l’époque, est condamné[17],[18].
- Andrea Contin, né en 1968 et ordonné en 1997, est prêtre à Padoue. Il est accusé par une paroissienne de violences privées et proxénétisme. Lors de la perquisition du presbytère des jouets sexuels, des chaînes, des films pornographiques avec des orgies, dont certains filmés sur place, sont découverts[19]. En 2017, il est réduit à l’état laïc par l’évêque de Padoue. Par ailleurs il est condamné par la justice civile à une peine d’un an de prison avec sursis l'accusation de proxénétisme ayant été abandonnée. En 2022, il publie un roman Mia madre era una ragazza (Ma mère était une fille)[20].
- Giuseppe Rugolo, un prêtre du diocèse de Piazza Armerina, condamné à 4 ans et demi de prison en mars 2024 pour des agressions sexuelles sur 3 mineurs. L'enquête a démontré, enregistrements téléphoniques à l'appui, que l'évêque Rosario Gisana a étouffé l'affaire. Le pape François a défendu avant le procès l'évêque « injustement » attaqué[21],[22]. En janvier 2025, des magistrats du tribunal d'Enna décident de juger Rosario Gisana et son vicaire pour faux témoignage[23].
- Le prêtre Livio Graziano, du diocèse d'Aversa, est condamné en juin 2024 à 8 années de prison pour l'agression sexuelle d'un enfant[24].
- Alors que des cas d’agressions sexuelles sont signalées dans « plusieurs monastères dont la basilique de Sant’Antonio d’Afragola » près de Naples, les deux prêtres Domenico Silvestro et Nicola Gildi sont arrétés après avoir effectué un cambriolage destiné à faire disparaître des preuves[25],[26].